# فرج سليمان
فرج سليمان، ( مواليد الرامة عام 1984-) ملحن وعازف بيانو فلسطيني ولد في بلدة الرامة داخل الخطّ الأخضر، بدأ العزف في جيل الثلاث سنوات وتتلمذ على يد خاله الفنان الأستاذ يوسف باسيلا، بدأ مشواره الفني في مدينة حيفا عام 2013 حين قدم أول أعماله، وفي عام 2014 أصدر أول ألبوم، يعزف ويكتب الموسيقى الآلاتية والغنائية. سليمان متأثر بموسيقى الروك والكلاسيك والجاز.

## ديسكوغرافيا
| اسم الألبوم\ العرض               | تاريخ الإصدار | ملاحظات                                                               |
| -------------------------------- | ------------- | --------------------------------------------------------------------- |
| تسجيل دخول                       | 2013          | ألبوم                                                                 |
| ثلاث خطوات                       | 2013          |                                                                       |
| حب في غيمة                       | 2014          | كونسرت شعري موسيقي                                                    |
| الباشق                           | 2014          | ألبوم شعري موسيقى بمشاركة عامر حليحل                                  |
| وحل                              | 2015          |                                                                       |
| الزمن الموازي                    | 2015          | مسرحية                                                                |
| عيد نص الربيع                    | 2015          |                                                                       |
| عزا                              | 2015          |                                                                       |
| موسيقى افتتاحية للمتحف الفلسطيني | 2016          | عرض                                                                   |
| غربنا البحر                      | 2016          |                                                                       |
| تنين بيت لحم                     | 2016          | عمل روائي موسيقي                                                      |
| كان يا مكان                      | 2017          |                                                                       |
| حبّ بلا قصّة                       | 2017          | دمج بين الموسيقى الشرقية والبيانو                                     |
| صندوق ألعاب                      | 2017          | بمشاركة عازفيين فرنسيين                                               |
| إيكارا                           | 2017          |                                                                       |
| قلبي غابة                        | 2017          | عمل للأطفال- تلحين وعزف: فرج سليمان\ كلمات: مجد كيّال \ غناء: رنين حنا |
| كباريه                           | 2018          | مسرحية غنائية                                                         |
| أتوماتا                          | 2018          |                                                                       |
| لعنات حديثة                      | 2018          |                                                                       |
| البيت الثاني                     | 2019          | ألبوم غنائي- غناء فرج سليمان                                          |
| أحلى من برلين                    | 2020          | ألبوم غنائي غناء وتلحين فرج ومجموعة فنانين وكلمات مجد كيّال            |

## مشاركات وعروض
عرض وحل في حيفا عام 2015: كتب سليمان هذه الموسيقى لتكون موسيقى تصويرية لتلائم فيلما أو مسرحية أو قصّة لذلك استند الهرض على خلفية بصرية مشاهد مدينة حيفا أخرج العرض أمير نزار الزعبي، بمشاركة أحد عشر ممثلا وممثلة وكذلك بمشاركة الفنانات ميسا ضو ورنا خوري ورهام خوري ومنى حوّا.
عرض حب بلا قصة في قاعة كريغر في حيفا حيث يمتزج البيانو في الموسيقى الشرقية، شارك في الغرض في العرض و في ألبوم يحمل الاسم ذاته، ثلاثة عازفين من فرنسا هم: كاميل باسيري (ترومبيت)، وباتيست دي شيبونيه (درامز)، وإمانويل فورستر (غيتار باص)، إلى جانب حبيب شحادة حنّا (عود).
عرض صندوق ألعاب في قاعة كريغر في حيفا (2017) بمشاركة العازفين الفرنسيين جوليان آلور (ترامبيت)، جوليان جونزاليس(اكورديون)، فرانسوا لابيسونيه (باص)، وباتيست دي شيبوني (درامز). 
عرض مع الإيطالي ألبيرتو بيزو في مسرح خشبة في حيفا(2018) وبمشاركة حبيب شحادة حنا والفرقة الموسيقية، قدّم فرج هذا العرض كحوار وتعاون بين أبناء المدن على ساحل المتوسط مدينة نابولي الإيطالية موطن بيزو وحيفا.
تلحين عرض الكباريه المسرحي في مسرح خشبة(2018).
عام (2019) حفل لإعادة تلحين أغاني ريم بنا في ذكرى رحيلها مع كل من الفنانة تانيا صالح، وبو كلثوم، وصابرين جنحاني. كما انه أحيا حفلات عديدة بعدة مدن أوربية من ضمنها فرنسا سويسرا وبريطانيا وكذلك في فلسطين والأردن لاطلاق ألبومه الغنائي الأول البيت الثاني.
في عام 2020 وتحديدًا 6 في ديسمبر\ كانون الأول، أطلق فرج ألبومه أحلى من برلين عبر البث الحيّ على شبكات التواصل الاجتماعي، كتب كلمات الألبوم مجد كيّال ولحّنه وغناه فرج سليمان، يتبع الألبوم فنّيًّا لنمط الجاز.

## وصلات خارجية
أعمال فرج سليمان على يوتيوب